# Assemblée régionale de Murcie
XIe législature
Édifice de l'Assemblée régionale de Murcie
L'Assemblée régionale de Murcie (en espagnol : Asamblea Regional de Murcia) est l'organe qui exerce le pouvoir législatif dans la région de Murcie. Il approuve les budgets de la communauté autonome, initie et contrôle les actions du gouvernement murcien. Son siège est à Carthagène.
L'Assemblée régionale siège dans sa XIe législature. Depuis le 14 juin 2023, la présidente de l'Assemblée est Visitación Martínez.

## Histoire
En juin 1982, après l'adoption du statut d'autonomie de la région de Murcie, le Conseil régional sortant se transforme en Assemblée régionale provisoire. La première Assemblée régionale est élue le 8 mai 1983 et se réunit le 28 mai suivant pour sa première législature.
La majorité absolue au sein de l'Assemblée est détenue par le PSOE de 1983 à 1995, puis par le PP jusqu'en 2015. Lors des élections de mai 2015, pour la première fois aucun parti n'obtient de majorité absolue, mais le PP conserve toutefois une majorité relative. Enfin, lors des élections de 2019, c'est le PSOE qui détient une majorité relative de 17 sièges sur 45.

## Composition
L'Assemblée est formée de 45 sièges.

### Sources
- (es) Cet article est partiellement ou en totalité issu de l’article de Wikipédia en espagnol intitulé « Asamblea Regional de Murcia » (voir la liste des auteurs).